# Abraham Trembley
Abraham Trembley, švicarski prirodoslovec, * 3. september 1710, Ženeva  † 12. maj 1784, Ženeva.
Nekateri zgodovinarji znanosti ga označujejo za očeta biologije zaradi njegove uporabe raziskovalne metode.